# Christian Anfinsen
Christian Boehmer Anfinsen, Jr. (n. 26 martie 1916, Monessen⁠(d), Pennsylvania, SUA – d. 14 mai 1995, Randallstown⁠(d), Comitatul Baltimore, Maryland, SUA) a fost un chimist american, laureat al Premiului Nobel pentru chimie (1972).